# كوي سنجق
كوي سنجق أو كويه (بالكردية: کۆیە، Koye‏) هي بلدة عراقية ومركز قضاء ضمن محافظة أربيل في إقليم كردستان العراق، يحدها من الشمال جبل باواجى ومن الشرق جبل هيبت السلطان ومن الجنوب والشرق تطل كوي سنجق على سهل فسيح يدعى سهل كويسنجق.
كانت البلدة في الماضي يحيطها سور قديم وكبير ولهُ أربعة أبواب، ومعظم سكان هذه المدينة من الكرد المسلمين السنة، مع أقلية كلدانية مسيحية تتحدث لهجة آرامية خاصة بها.

## أهم معالمها
- قشلة كويه أو قلعة كويسنجق.
- جامعة كويه.
- جامع بايز آغا

## أعلام
- جلال الطالباني
- فؤاد معصوم
- حجي قادر كويي
- محمد جلي زاده
- دلدار
- مسعود محمد
- نافذ جلال حويزي، عسكري وسياسي عراقي كردي.